# Y.U. Mad
Y.U. Mad é um single do rapper Birdman, em parceria com Nicki Minaj e Lil Wayne, do seu quinto álbum, Bigga Than Life.

## Faixas
Download digitale
1. Y.U. Mad (feat. Nicki Minaj & Lil Wayne) - 3:07

## Desempenho nas paradas
| Classificação (2011)     | Melhor posição |
| ------------------------ | -------------- |
| US Billboard Hot 100     | 68             |
| US Hot R&B/Hip-Hop Songs | 46             |